# Marc Emery

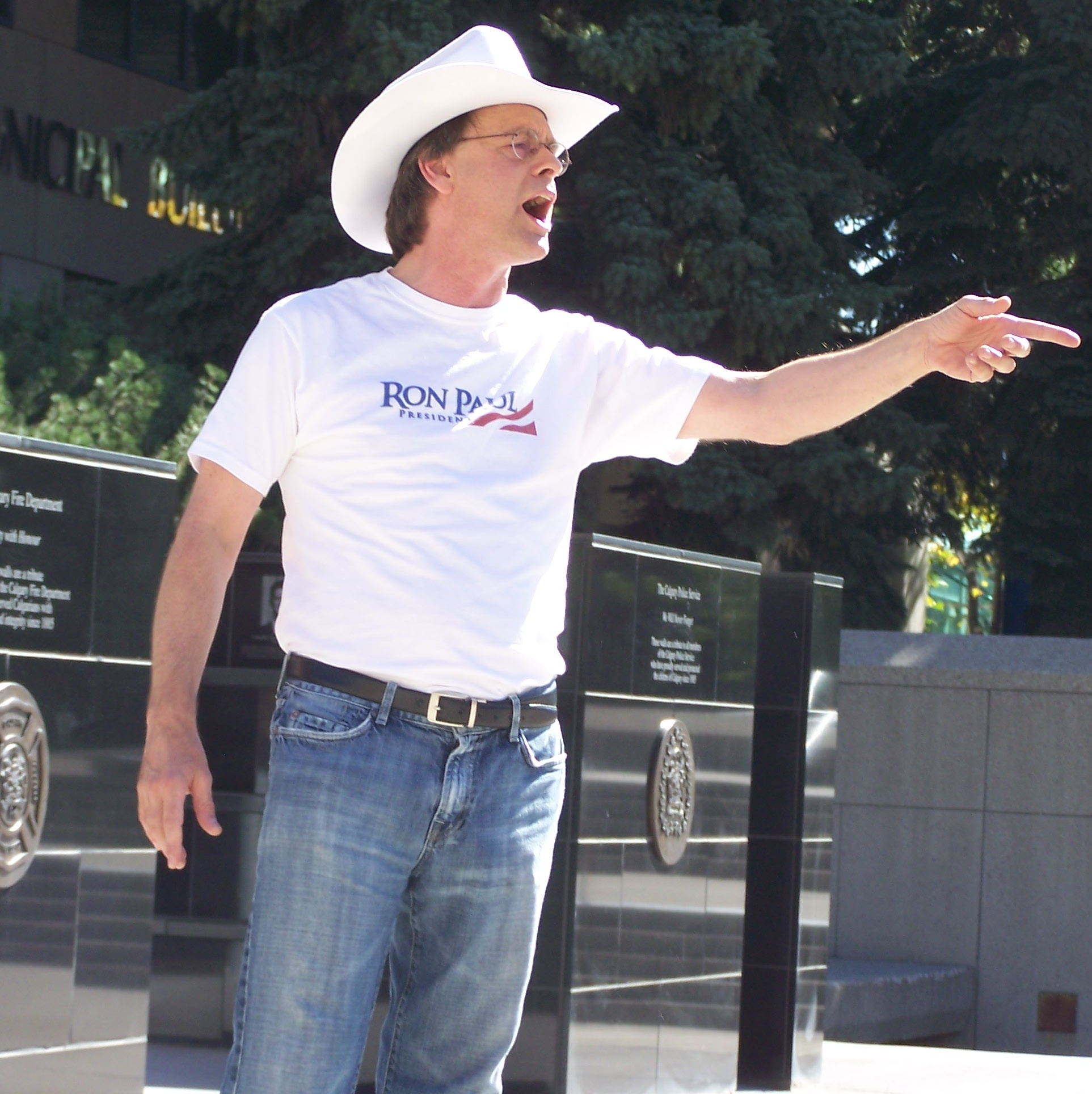
Marc Emery (2007)

Marc Scott Emery (nacido el 13 de febrero de 1958 ) es un canadiense que aboga por la reforma de las políticas reguladoras del cannabis. Es editor de la revista Cannabis Culture, cofundador del Freedom Party of Ontario, del Marijuana Party of Canadá, del BC Marijuana Party, y del canal Pot TV. Se ha presentado como candidato en las elecciones municipales de Vancouver en 1996, 2002 y 2008. 
Conocido como el "Prince of Pot" por los medios, ha sido acusado de narcotráfico en distintas ocasiones por distintos organismos de los Estados Unidos de América.